# ダニ・エスクリチェ
ダニエル・"ダニ"・エスクリチェ・ロメロ（Daniel "Dani" Escriche Romero、1998年3月24日 - ）は、スペイン・ボリアナ/ブリアナ出身のサッカー選手。アルバセテ・バロンピエ所属。ポジションはフォワード。

## クラブ経歴
バレンシア州カステリョン県ボリアナ/ブリアナに生まれ、2015年にCDカステリョンの下部組織に加入した。カステリョンのフベニールでレギュラーを掴むと、2015年11月16日のビナロスCF戦でシニアデビューを果たし、同時に初ゴールを決めた。
2016年1月3日、17歳と184日でカステリョンのトップチームデビュー。同年8月9日、CDルーゴに移籍した。
2017年5月27日、セグンダ・ディビシオンのSDウエスカ戦でルーゴのトップチームデビューを飾った。しかし、ルーゴでは限られた出場機会しかなく、主にリザーブチームでのプレーがメインだった。リザーブチームではリーグ戦でハットトリックを記録するなど、中心選手として活躍した。
2018年7月15日、SDウエスカと4年契約を結び、契約後すぐに古巣ルーゴへとレンタルに出された。
2020年1月6日、エルチェCFに期限付き移籍をした。
2023年1月30日、アルバセテ・バロンピエに期限付き移籍をした。8月26日に完全移籍となり、3年契約を結んだ。